# Louis de Wecker
Barão Louis de Wecker - em alemão Ludwig Wecker depois Ludwig von Wecker (Frankfurt am Main, 29 de setembro de 1832 – Paris, 24 de janeiro de 1906) foi um oftalmologista teuto-austro-francês, um dos mais célebres de seu tempo e considerado pelos contemporâneos como "o pai da oftalmologia moderna", especialidade na qual se tornou livre-docente.
Seu nome é associado à "tesoura de Wecker", pequena tesoura usada para cirurgia intra-ocular.

## Biografia
Estudou medicina em Würzburg, Berlim, Viena e Paris, defendendo sua tese de doutorado em 1855 em Würzburg, iniciando sua clínica no ano seguinte em Paris e depois indo para a Rússia; em 1861 defendeu uma segunda tese em Paris.
Em 1862 instalou sua clínica em Paris, e que veio a se tornar uma das mais famosas nesta área. Nela estagiou e chegou a chefiar o médico brasileiro Moura Brasil.
Em 1877 realizou a enucleação ocular em Léon Gambetta, ameaçado de oftalmia, demonstrando assim a confiança que tinha, apenas seis anos após o fim da guerra franco-prussiana.

## Obras publicadas
Alguns dos trabalhos publicados por De Wecker:
- Traité des maladies du fond de l'oeil et Atlas d'ophthalmoscopie, 1870 com Eduard Jäger von Jaxtthal; (Tratado dos males do fundo ocular e um atlas de oftalmoscopia).
- De l'iridotomie, 1873 (iridotomia).
- Échelle métrique pour mesurer l'acuité visuelle, 1877 (Escala métrica para mensurar a acuidade visual).
- Traité complet d'ophthalmologie, com Edmond Landolt (Tratado completo de oftalmologia).
- "Ocular therapeutics".
- Traité theorique et pratique des maladies des yeux (Tratado teórico e prático das doenças oculares).
- Ophtalmoscopie clinique, 1881 (Oftalmoscopia clínica).